# Johnny Belinda (film din 1948)
Johnny Belinda este un film american dramatic din 1948 regizat de Jean Negulesco și produs de Jerry Wald. Rolurile principale au fost interpretate de actorii Jane Wyman, Lew Ayres, Charles Bickford și Agnes Moorehead.
Este bazat pe piesa de teatru omonimă montată pe Broadway în 1940, piesă scrisă de Elmer Blaney Harris. A fost adaptată pentru ecran de către scenariștii Allen Vincent și Irma von Cube.
Filmările au avut loc în nordul statului California în jurul localității Mendocino.
A fost refăcut ca film TV în 1967 cu Mia Farrow ca Belinda, Ian Bannen ca medicul său și David Carradine ca violatorul; și în 1982 tot ca film de televiziune cu Rosanna Arquette ca Belinda și Richard Thomas ca medicul său. De asemenea, o versiune în direct fost transmisă de televiziunea australiană în 1959 ca parte a seriei Shell Presents.

## Prezentare
Filmul prezintă povestea unei tinere femei surdo-mute, Belinda McDonald (Jane Wyman), care se împrietenește cu noul său medic,  Dr. Robert Richardson (Lew Ayres), care vine de pe Insula Capul Breton pe  coasta de Est a Canadei. Medicul își dă seama că, deși ea nu poate auzi sau vorbi, Belinda este foarte inteligentă. Ea locuiește într-o fermă alături de tatăl ei, Black McDonald (Charles Bickford) și de mătușa ei, Aggie McDonald (Agnes Moorehead), și rareori se duce în oraș. Familia vinde bunuri agricole în orașul din apropiere, în special făină. Tatăl și mătușa ei se poartă urât cu Belinda, deoarece mama ei a murit când a născut-o. Dr. Richardson o învață pe Belinda limbajul semnelor și semnificația diverselor lucruri. De-a lungul timpului, afecțiunea lui pentru ea crește .
Secretara Dr. Richardson, Stella (Jan Sterling), este îndrăgostită de el și încearcă să-i atragă atenția, dar medicul nu are aceleași sentimente pentru ea. După ce Stella își dă seama că acestuia îi place de Belinda, începe să-i respingă pe aamândoi.
Unul dintre clienții familiei, Locky McCormick (Stephen McNally), se îmbată la un dans, părăsește dansul și se duce la fermă, atunci când Belinda este singură acasă și o violează lăsând-o gravidă. Belinda dă naștere unui băiețel sănătos, pe care ea îl numește Johnny. Oamenii de la oraș încep să evite familiei McDonald și pe Dr. Richardson, deoarece suspectează că  acesta este tatăl copilului Belindei, acesta petrecând o mulțime de timp alături de ea. Dr. Richardson îi sugerează lui Black că ar trebui să se căsătorească cu Belinda ca să liniștească bârfele celor de la oraș. Black respinge această idee deoarece el știe că Dr. Richardson nu o iubește cu adevărat Belinda, ci doar îi e milă de ea.
Locky vine la ferma McDonald sub pretextul de a cumpăra orz măcinat, dar de fapt el vrea doar să-l vadă pe Johnny. Când Black îl vede îi cere acestuia să plece. Locky îi dezvăluie din greșeală lui Black că el este tatăl copilului. Black îl urmărește pe Locky și-l amenință că-i va dezvălui faptele întregului oraș. Cei doi se luptă pe o stâncă de pe malul mării și Locky îl aruncă pe Black de pe stâncă în mare, omorându-l.
Belinda și mătușa ei Aggie încearcă să mențină ferma pe linia de plutire, dar au de furcă cu plata facturilor și cu întreținerea utilajelor agricole. Orașul, la îndemnul lui Locky, organizează o întâlnire și o declară pe Belinda "nepotrivită" pentru a avea grijă de copil. Când Locky și Stella vin să-l ia pe Johnny, Stella își dă seama că Belinda  este mult mai inteligentă decât locuitorii orașului. De asemenea, este evident că ea nu va renunța la bebeluș fără luptă. Stella îl confruntă pe Locky, care mărturisește că Johnny este copilul lui. Apoi, el încearcă să recupereze copilul, dar, în ciuda eforturilor Belindei de a-l opri, reușește să-și croiască drum spre camera de la etaj în care se afla Johnny. Cu toate acestea, înainte ca Locky să descuie ușa, Belinda trage și-l ucide pe Locky cu o pușcă. Belinda este arestată și judecată pentru crimă. La proces, Dr. Richardson mărturisește că ea doar și-a protejat proprietățile ei și ale familiei. Curtea respinge acest lucru considerând că medicul spune toate astea pentru că este îndrăgostit de ea, dar apoi  Stella, care încă mai are puternice sentimente romantice față de medic, confirmă povestea acestuia, afirmă că soțul ei i-a mărturisit adevărul despre viol înainte  de a fi ucis. Belinda este eliberată și ea, Johnny și cu Dr. Richardson pleacă împreună.

## Distribuție

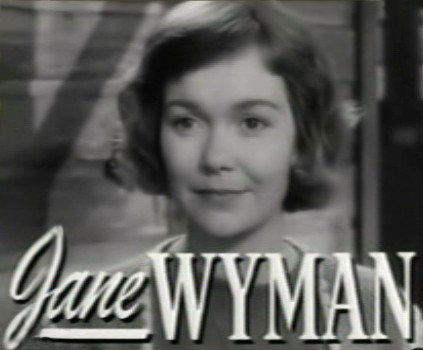
Jane Wyman ca Belinda McDonald
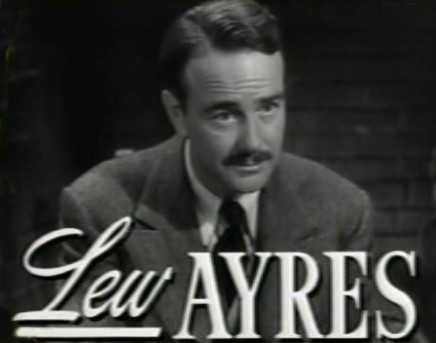
Lew Ayres ca Dr. Robert Richardson
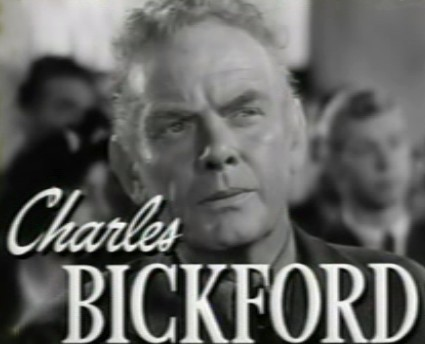
Charles Bickford ca Black McDonald
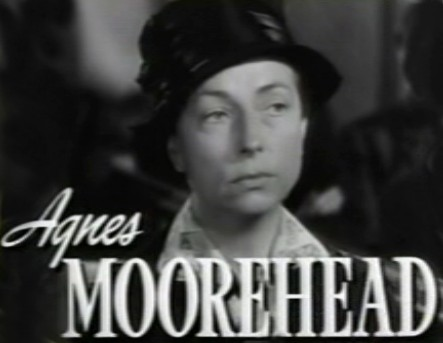
Agnes Moorehead ca Aggie McDonald

### Roluri secundare
- Stephen McNally ca Locky McCormick
- Jan Sterling ca Stella McCormick
- Rosalind Ivan ca Mrs. Poggety
- Dan Seymour ca Pacquet
- Mabel Paige ca Mrs. Lutz
- Alan Napier ca Defense Attorney
- Barbara Bates ca Gracie Anderson
- Monte Blue ca Ben
- James Craven ca Interpreter
- Franklyn Farnum ca Man on Jury
- Al Ferguson ca Man Reciting Lord's Prayer
- Frank Hagney ca Man Reciting Lord's Prayer
- Creighton Hale ca Bailiff
- Jonathan Hale ca Dr. Horace M. Gray
- Lew Harvey ca Man Reciting Lord's Prayer
- Holmes Herbert ca The Judge
- Douglas Kennedy (actor) ca Mountie
- Colin Kenny (actor) ca Man Reciting Lord's Prayer
- 'Snub' Pollard ca Man on Jury
- Richard Walsh (actor) ca Fergus McQuiggen
- Ian Wolfe ca Rector
- Ida Moore as Mrs. McKee
- Frederick Worlock as Prosecutor
- Charles Horvath as Church Attendant
- Blayney Lewis as Dan'l
- Alice MacKenzie as Farm Woman
- Larry McGrath as Man Reciting Lord's Prayer
- Ray Montgomery as Tim Moore
- Jeff Richards as Floyd McQuiggen
- Joan Winfield as Mrs. Tim Moore

## Primire
Filmul a fost al doilea cel mai popular în box-office-ul britanic din 1948.

## Premii
Premii:
- Câștigător – Golden Globe Award for Best Actress – Motion Picture Drama – Jane Wyman
- Câștigător – Photoplay Awards Most Popular Female Star – Jane Wyman
- Câștigător – Golden Globe Award for Best Motion Picture (împărțit cu The Treasure of the Sierra Madre înainte ca acestă categorie să fie împărțită în două: pentru film dramatic și comedie/muzical)

### Premii Oscar (ediţia 21)
| Premiu                              | Rezultat     | Câștigător                            |
| ----------------------------------- | ------------ | ------------------------------------- |
| Cel mai bun film                    | Nominalizare | Warner Bros. (Jerry Wald, Producător) |
| Cel mai bun regizor                 | Nominalizare | Jean Negulesco                        |
| Cel mai bun actor                   | Nominalizare | Lew Ayres                             |
| Cea mai bună actriță                | Câștigat     | Jane Wyman                            |
| Cel mai bun scenariu adaptat        | Nominalizare | Irma von Cube și Allen Vincent        |
| Cel mai bun actor - rol secundar    | Nominalizare | Charles Bickford                      |
| Cea mai bună actriță - rol secundar | Nominalizare | Agnes Moorehead                       |
| Cele mai bune decoruri (alb-negru)  | Nominalizare | Robert Haas și William Wallace        |
| Cea mai bună imagine (alb-negru)    | Nominalizare | Ted McCord                            |
| Cel mai bun montaj                  | Nominalizare | David Weisbart                        |
| Cea mai bună coloană sonoră         | Nominalizare | Max Steiner                           |
| Cel mai bun mixaj sonor             | Nominalizare | Nathan O. Levinson                    |